# AKSM-100
AKSM-100 (АКСМ-100) – trolejbus produkowany przez Biełkommunmasz w latach 1993–1994. Powstał na bazie trolejbusu ZiU-9. Był to pierwszy trolejbus pod tą marką. Następcą został ulepszony model AKSM-101.